# MIRACLE MANIAC
MIRACLE MANIAC（ミラクルマニアック）は吉本興業東京本社（東京吉本、厳密には子会社のよしもとクリエイティブ・エージェンシー）に所属するお笑いトリオ。東京NSC9期生。2010年結成。

## メンバー
- 田中輝彦（たなか てるひこ、1984年10月9日 - ）ツッコミ担当
東京都江戸川区出身。
血液型はAB型。
サザンオールスターズ桑田佳祐の熱狂的ファンである。
趣味はアニメ鑑賞。黒髪の妹系美少女キャラが好み。
2010年頃から独学で姓名判断を勉強している。
後輩のからくりタンバリン太田と仲が良い。

- マグナムどかぁ〜ん（まぐなむどかぁーん、本名非公表、1985年3月12日 - ）ボケ担当
埼玉県鴻巣市出身。
血液型はA型。
早口で聞き取りづらい喋り方が特徴。
顔が曲がっているのをよくいじられる。理由は「産まれたときにお母さんのへその緒でしばかれた」せいとのこと。

- しゅーしいしい（本名：石井 秋思（いしい しゅうし）、1984年9月28日 - ）ボケ担当
宮崎県都城市出身。
血液型はO型。
以前は家がなくアルバイト先のカラオケ屋の一室を借りて生活をしていたことがある。

## 概要
- NSC卒業直後の2004年4月から田中と石井でホットパンツというコンビで活動していたが、2010年10月にピン芸人として活動していたマグナムどかぁ〜んを加え結成。
- トリオ名は田中の好きなアニメ『けいおん!』の主題歌「GO!GO!MANIAC」と「Utauyo!!MIRACLE」から引用。
- 漫才もコントも行う。